# 大佬 (2000年電影)
是一部2000年的黑幫電影，由北野武主演、執導、編劇和剪接。本片於2000年9月7日在威尼斯電影節上首映。故事集中講述一名中年的日本黑幫（極道）逃走到洛杉磯，與他的弟弟和其幫派團結起勢力。
本片是北野武第一部與美國聯合製作的電影。

## 演員
- 北野武 飾 山本
- 奧馬爾·愛普斯 飾 Denny
- 渡哲也（日语：渡哲也） 飾 仁政會組長
- 真木蔵人（日语：真木蔵人） 飾 Ken
- 加藤雅也（日语：加藤雅也） 飾 白瀬
- 寺島進（日语：寺島進） 飾 加藤
- Royale Watkins 飾 Jay
- 嵐巴多·鮑亞（英语：Lombardo Boyar） 飾 Mo
- 大杉漣 飾 原田
- 石橋凌 飾 石原
- 詹姆斯·繁田（英语：James Shigeta） 飾 Sugimoto
- 塔緹亞娜·艾莉（英语：Tatyana Ali） 飾 Latifa

## 外部連結
- 互联网电影数据库（IMDb）上《大佬》的资料（英文）
- 爛番茄上《大佬》的資料（英文）
- AllMovie上《大佬》的资料（英文）
- Box Office Mojo上《大佬》的資料（英文）
- 官方网站